# 伊藤整
伊藤 整（いとう せい、1905年（明治38年）1月16日 - 1969年（昭和44年）11月15日）は、日本の小説家、詩人、文芸評論家、翻訳家。本名：伊藤整（いとう ひとし）。
抒情派詩人として出発したが、その後詩作を離れて小説・評論に重心を移し、ジェイムズ・ジョイスらの影響を受けて「新心理主義」を提言。戦後は旺盛な著作活動に加え、ベストセラーや裁判の影響もあり、もっとも著名な評論家の一人となった。私小説的文学の理論化をめざすとともに自身も創作を行い、評論では『小説の方法』「近代日本人の発想の諸形式」「近代日本における『愛』の虚偽」『日本文壇史』などがあり、『氾濫』『変容』『発掘』は、夏目漱石の衣鉢を継ぐ近代小説三部作である。
社団法人日本文藝家協会理事、東京工業大学教授、社団法人日本ペンクラブ副会長、財団法人日本近代文学館理事長などを歴任した。日本芸術院会員。位階は正五位。勲等は勲三等。

## 生涯

### 詩人としての出発
北海道松前郡炭焼沢村（現松前町）で小学校教員の父伊藤昌整と母タマ（旧姓鳴海）の間に、姉1人と弟妹10人の12人兄弟の長男として生まれた。父は広島県高田郡粟谷村（現三次市）出身で、教導団出身の陸軍少尉だったが、日清戦争出征後、海軍の水路部測量員（灯台看守兵）に志願して北海道に渡った。まもなく辞職して白神尋常高等小学校の教員となり、整が生まれた年に父は日露戦争出征で203高地で重傷を受けて帰国し、旭川の官舎に移る。1909年に父は塩谷村（現小樽市）村役場書記となり、塩谷村へ移る。
旧制小樽中学（北海道小樽潮陵高等学校の前身）を経て小樽高等商業学校（小樽商科大学の前身）に学ぶ。中学3年生の時に、2年先輩の鈴木重道（北見恂吉）の影響で詩に関心を持ち、級友と同人誌『踏絵』を発行。小樽高商在学中の上級生に小林多喜二や高濱年尾がおり、一緒にフランス語劇に出演したこともある。卒業後、旧制小樽市立中学の英語教師に就任。1923年に友人川崎昇（左川ちかの兄）と同人誌『青空』発行。1926年に百田宗治主宰の『椎の木』に手紙を出して同人となり、自費出版した抒情詩詩集『雪明りの路』で百田宗治、三好達治に高く評価された。小樽で教員を続けながら、1928年に河原直一郎、川崎昇と同人誌『信天翁』刊行。宿直室に泊まり込んで下宿代を浮かせたり、夜間学校の教師の副職をするなどして、1300円の貯金を蓄え、2年後に教師を退職し上京し、北川冬彦、仲町貞子らと同居。

### 小説と評論
1927年旧制東京商科大学（一橋大学の前身）本科入学。内藤濯教授のゼミナールに所属し、フランス文学を学ぶ。また北川冬彦の紹介で入った下宿屋にいた梶井基次郎、三好達治、瀬沼茂樹らと知り合い親交を結び、瀬沼茂樹の主催していた『一橋文芸』に短編小説を寄稿し、瀬沼とはその後も生涯にわたって親交を結んだ。また河原、川崎と批評誌『文芸レビュー』刊行、処女小説「飛躍の型」を同誌に発表、続いて「鸚鵡」「パルナス座」「繭」などを発表。1930年には小説「送還」「感情細胞の断面」を川端康成に推奨された他、評論「文学領域の移動」「ジェイムス・ジョイスのメトオド『意識の流れ』に就いて」などを『文芸レビュー』『詩・現実』『新科学的』各誌に発表。また小川貞子と結婚、『科学画報』に掲載した小説「潜在意識の注意」で初めて原稿料を手にし、ジョイス『ユリシーズ』の翻訳を永松定、辻野久憲と『詩・現実』に連載。   	
1931年に20世紀文学の翻訳に力点を置いた『新文学研究』を編集し金星堂から発行、東京商科大を退学し、『文芸レビュー』『風車』の同人と『新作家』を創刊。1932年に処女評論集『新心理主義文学』で、ジェイムズ・ジョイスやヴァージニア・ウルフらの影響による「新心理主義」を提言し、川端康成や横光利一など当時の文壇にも影響を与え、自身も実験作『生物祭』『イカルス失墜』などを執筆し、一連の作品は文芸評論で批判にも晒されたが、吉本隆明は現代文学体の代表作として横光利一「機械」と並ぶものと評している。
1935年から1944年まで日本大学芸術科講師。1935年にD・H・ローレンスの『チャタレイ夫人の恋人』を翻訳して刊行。また書下し長編小説『青春』(1938年)、『霧氷』『典子の生き方』(1939年)、戦時下において私小説の手法を逆用して自己韜晦によって社会を風刺する『得能五郎の生活と意見』(1940年)などを発表。1939年に近藤春雄、荒木巍、福田清人、高見順と「大陸開拓文芸懇話会」を発足し、拓務省の補助金を得て満州、北支に視察旅行を行い、これを基にした旅行記や短編小説「息吹き」執筆。1940年には文壇新体制の動きに応じて日本文学者会の発起人の一人となった。
1944年から1945年新潮社文化企画部長、1944年代田橋にあった私立・光生中学校英語科教師。1945年に北海道の妻の実家に疎開、帝国産金株式会社落部ベニヤ工場勤務。戦後1946年に北海道帝国大学予科講師となるが、7月に上京、南多摩郡日野町に土地を買って山小屋風の家を建てて住み、「鳴海仙吉の朝」などを発表。1948年に鳴海仙吉ものを集めて長編『鳴海仙吉』として八雲書店に原稿を渡したが、印刷屋により差し押さえられて出版不能となり、新たな書き直しを行なって1950年に細川書店より刊行、インテリ層と文壇の実体についての自虐と風刺により新戯作派の作家ともみなされた。

### 伊藤整ブーム
1948年日本文芸家協会理事、1949年から1950年早稲田大学第一文学部講師、1949年東京工業大学専任講師（英語）、日本ペンクラブ幹事。1950年には『チャタレイ夫人の恋人』の完訳版を小山書店から刊行し、上下巻で20万部の売れ行きとなったが、わいせつ文書として押収され、小山久二郎とともに起訴された。この裁判の一審と平行して発表されたエッセイ『伊藤整氏の生活と意見』や、チャタレイ裁判のノンフィクション『裁判』が話題となり、混血の新劇女優を主役にした長編小説『火の鳥』も好評で、『読売新聞』年末の「1953ベストスリー」の記事では、評者10人のうち9人に選ばれている。同年に『婦人公論』に連載したローレンスの思想などを紹介した戯文エッセイを、翌1954年『女性に関する十二章』として一冊に纏めたところ爆発的な売れ行きとなり、同名の映画（市川崑監督）に本人もナレーション・端役で出演、「○○に関する十二章」という書物の出版が相次ぐなど「十二章ブーム」を巻き起こし、また新書版ブームの口火ともなった。この頃から原稿や講演の注文が殺到、1954年のベストセラーのうち、1位『女性に関する十二章』、3位『火の鳥』、5位『文学入門』を占め、評論『文学と人間』 などベストセラーとなり、合わせて年間70万部を売り上げたという。1953年の文壇高額所得番付でも8位となっている。まさしく「出る本、出る本がベストセラーになる」といった状況であり、一人の作家のこのような総合的なブームはそれまでの出版界においても例のないことだった。それまでの伊藤は決して「通俗」作家でもなくどちらかといえば難解と見られていたし、当時の世相において主流だった「反権力」を旗印にするわけでもなかったが、そのような人物の著作群がこれほどのブームを巻き起こしたことは、文壇・論壇においても大きな驚きを以て受け止められた。
1954年に杉並区久我山に転居。1956年には『文学界』新人賞で石原慎太郎『太陽の季節』を強く推して議論を巻き起こした。1958年東京工業大学教授昇格、パリで行われた国際ペンクラブ執行委員会で発表、その後タシュケントのアジア・アフリカ会議、ロンドンのイギリス・ペンクラブ例会に出席、ミュンヘン、ウィーン、イタリアなどを旅して、1959年帰国。1960年から招聘されてコロンビア大学およびミシガン大学で講義。帰国後、平野謙による「純文学歴史説」や、松本清張、水上勉らの社会派推理小説の流行に刺激され、「『純』文学は存在し得るか」を発表、「純文学論争」を引き起こした。

### 晩年

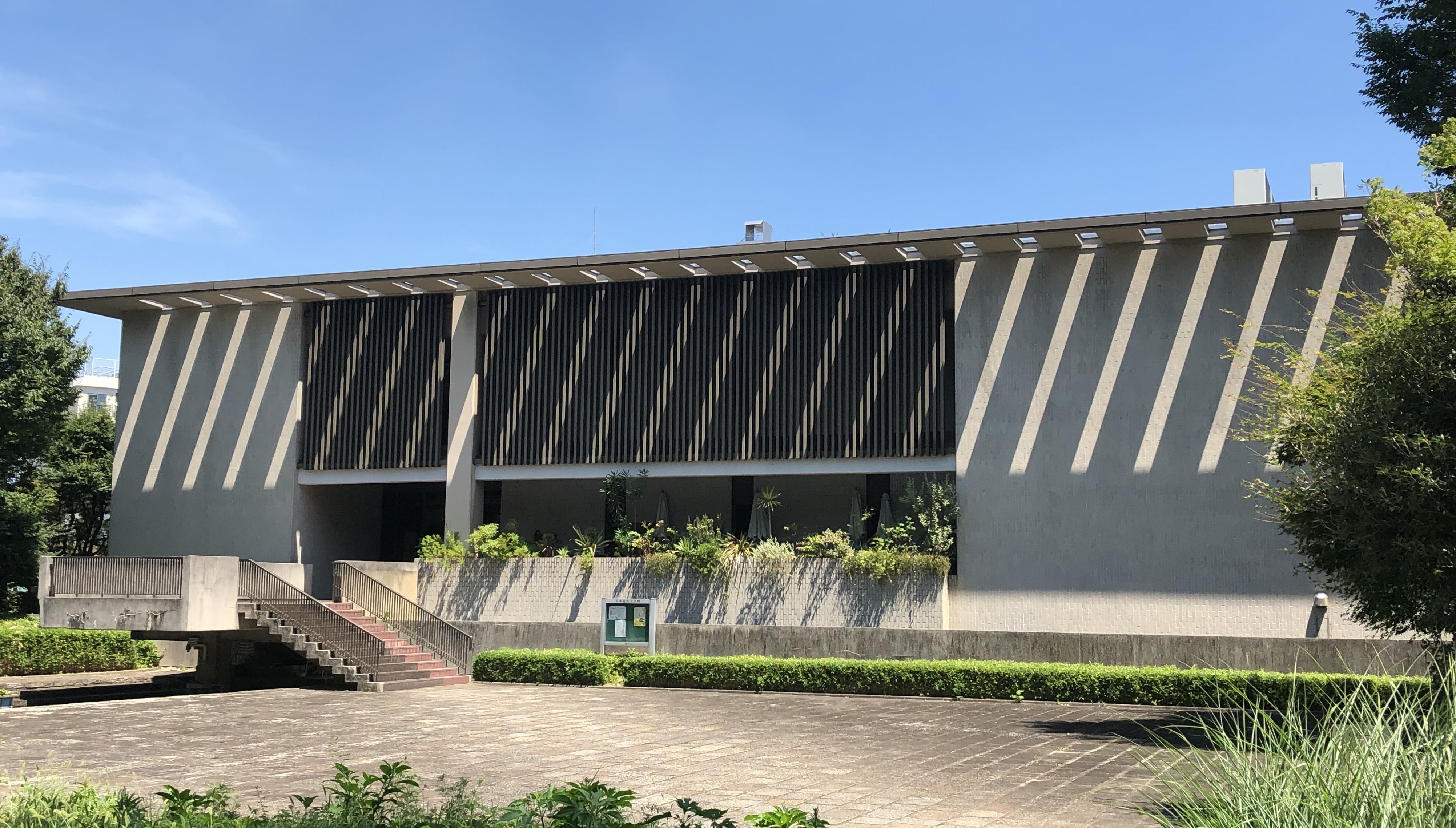
日本近代文学館設立に尽力した（東京都目黒区駒場公園内）

1962年日本ペンクラブ副会長、また小田切進、高見順らと日本近代文学館設立運動を始め、設立時の理事となり、初代高見順の後を受けて1965年から理事長。1963年『日本文壇史』により菊池寛賞受賞。1964年東京工業大学を退職、1967年日本芸術院賞受賞、1968年日本芸術院会員。1966年の北海道文学展や、1967年に北海道立文学館設立にも協力。 	
1969年に腸閉塞で入院、手術し、胃癌の診断を受け再入院、11月15日、癌性腹膜炎のため東京都豊島区上池袋のがん研究会附属病院で死去。青山斎場で告別式が行われ、戒名は海照院釈整願。叙正五位、叙勲三等瑞宝章。『変容』に続く作品として『日暮れ』の腹案が準備されていた。
1952年から連載していた『日本文壇史』は瀬沼茂樹に引き継がれ、1976年に完結した（単行本は1953年から1978年にかけて全24巻。伊藤分は18巻目まで）。

## 没後
1970年に北海道塩谷に伊藤整文学碑が建立され、碑には詩集『冬夜』の中の「海の棄児」が自筆で刻まれている。また、この年芹沢光治良の推薦によりノーベル文学賞の候補者となっていたことが確認されている。
1972年から1974年にかけ『伊藤整全集』（新潮社、全24巻）が刊行。1990年に渡辺淳一の発案により小樽市により伊藤整文学賞が制定された。
伊藤滋（都市工学、東京大学名誉教授、元早稲田大学教授、元慶應義塾大学教授）は長男。伊藤礼（エッセイスト、英文学者、元日本大学芸術学部教授）は次男で、下記の関連著作を刊行している。後年に父・整の訳書の改訂、日記の校訂編集も行った。
東京工業大学での英文授業を受けた奥野健男は、後に「伊藤整論」 を発表し、没するまで師事し『氾濫』で扱われる高分子学についても、自身の専門とする立場からの助言を行なった。

### 関係者による伝記
- 亀井秀雄『伊藤整の世界』 講談社、1969年
- 瀬沼茂樹『伊藤整』 冬樹社、1971年
- 奥野健男『伊藤整』 潮出版社、1980年
- 堀川潭『伊藤整氏との三十年』 新文化社、1980年

弟子による回想、実質は私家版
- 伊藤礼『伊藤整氏 奮闘の生涯』 講談社、1985年
- 伊藤礼『伊藤整氏 こいぶみ往来』 講談社、1987年

## チャタレイ裁判
1950年6月、伊藤整が翻訳したD・H・ローレンスの『チャタレイ夫人の恋人』がわいせつ文書に当るとして摘発を受けた。警視庁は1949年に発売された石坂洋次郎『石中先生行状記』を摘発したが世論の反発で起訴猶予となり、1950年1月にはノーマン・メイラー『裸者と死者』を発禁処分としたがGHQに「アメリカで公刊を許されたものがなぜ発売禁止になるのか」と抗議されて撤回しており、『チャタレイ夫人の恋人』も発売後に摘発を危惧されていた。その際発行人の小山書店代表のみならず、翻訳者の伊藤整も起訴された。裁判では芸術性の高い文学作品を猥褻文書とすることの是非、翻訳者を罪に問うことの是非などが争われたが、1957年、最高裁は伊藤、発行人共に有罪とした。著者の『裁判』は、当事者の立場から、文学裁判を膨大かつ詳細な記録で問題提起した、ノンフィクションにして代表作のひとつである。また小山書店はこの裁判が始まると融資が受けられなくなり、経営が行き詰って倒産することとなった。
この翻訳は1964年に、戦後では珍しい伏字を使って出版された。同訳での他の文学全集もそれに拠っている。なお完訳は1973年に、講談社文庫から羽矢謙一訳が刊行され、1975年の『世界文学全集』にも収録されたが、世間的には知られなかった。1996年に次男の伊藤礼が削除部分を補った完訳版を新潮文庫から出版し、出版時に多くのマスメディアが取り上げ、初の完訳という誤報を流した。

## 作品

### 20世紀文学の手法
『雪明りの路』は、1920年から小樽高等商業学校の校友會誌、同人誌『青空』『信天翁』『椎の木』に発表したものと、未発表作品を収めている。当時『藤村詩集』から様々な詩集、『日本詩人』などの詩誌を愛読し、佐藤惣之助、萩原朔太郎や、上田敏『海潮音』、堀口大學『月下の一群』などの訳詩集の影響を受け、アーサー・シモンズ、イエーツ、デ・ラ・メアなどの英詩の原文をあたっていた。作品は北海道の自然を背景とした、自由詩型の抒情詩であり、扉にはイエーツを引用しており、出版当時小野十三郎は「あなたは誰よりもよく深く詩の本質を理解している。あなたは深い大きな共感、そのむしろ潜行的な力強い伝搬力を真底から把握している」と評し、瀬沼茂樹は「いかにも青春らしい思慕や、哀愁や、憧憬が、北海道の厳しい自然と綯いあわされて、きわめて上品で、特有な詩趣を実現していると思われる」と述べている。『冬夜』は1925年から『椎の木』、および伊藤と阪本越郎らによる第二次『椎の木』に発表された作品を収めて限定版として発行された。1954年刊『伊藤整詩集』はこの2詩集と、1929-30年に発表された作品、および1948年に発表された「鳴海仙吉の詩」を収めており、1958年新潮文庫版『伊藤整詩集』ではこれに、1957年に川崎昇夫人が没した際に書いた「川崎くら子夫人を葬る詩」を納めている。これらの詩の何編かは、小説『鳴海仙吉』『幽鬼の村』に挿入されている。

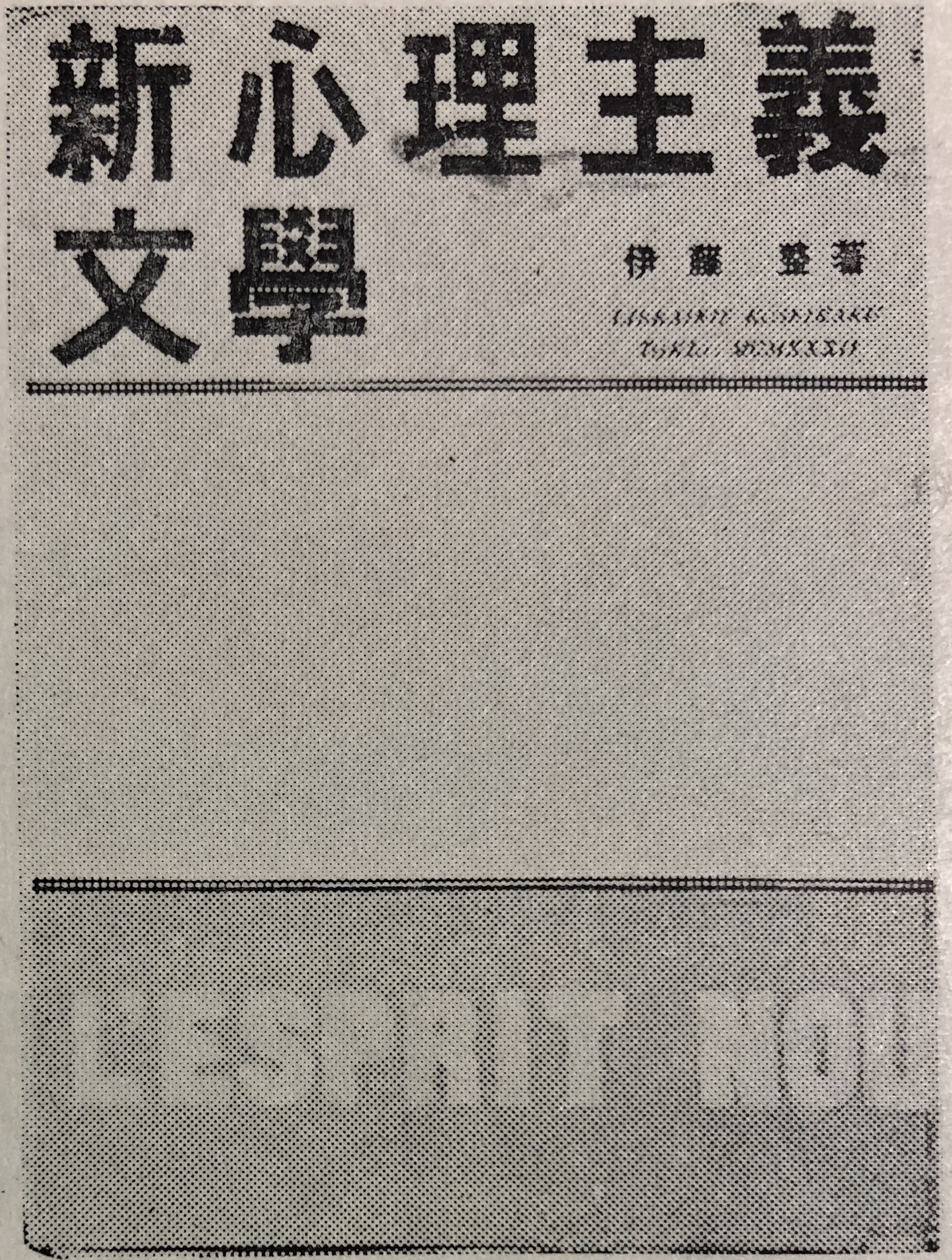
『新心理主義文学』厚生閣 1932年

1929年からは『詩と詩論』に欧米の現代詩人の紹介を寄稿しており、1931年から1934年にかけてジェイムズ・ジョイス『ユリシーズ』の翻訳を進めていた伊藤は、ジョイスやマルセル・プルーストの意識の流れの手法について論じた「新心理主義文学」を1932年3月に『改造』に発表。これらの作品が「二十世紀はインテリゲンチアの知性の内向する時代、感性の捌口を持たぬ時代」を背景にしており、彼らが「新しい文学の様態を提出したのは、最早古き様態の文学に盛ることの出来ない新しい現実を彼らが発見した」と述べた。この評論は『詩と詩論』を発行していた厚生閣書店から、春山行夫編集の「現代の芸術と批評叢書」の一冊として、同年4月にこれを含む『新心理主義文学』として刊行された。またその理論を「飛躍の型」「感情細胞の断面」「幽鬼の街」「幽鬼の村」などの実作として試みたが、「エッセイや小説はあらゆる種類の非難と嘲笑と否定と罵言と、また僅少の好意ある忠告」を受けた。小林秀雄は伊藤の「ジェイムス・ジョイスのメトオド『意識の流れ』に就いて」(1930)について評論「心理小説」で「極く普通の言ひ方で書かれた在来の小説が、本当に行き詰つてゐるのであるか、小説の極点は十九世紀で終わったと活動写真に色目を使ふのと、たまたま泣きつ面の前に新しいお手本がひろげられた気で、これだこれだと浮き腰になるのとどつちが一体利口なのであらうか」「作家にとつて生々しい問題は文芸史発達の上にはない。己れの支へる文芸理論の深化にあるのだ。」と評し、また丹羽文雄は「伊藤はジョイスが流行ればジョイスを真似、プルウストが流行ればプルウストを真似、『得能五郎の生活と意見』も何とかいう外国小説の真似だ」と批判した。これに伊藤は1947年になってエッセイ「『トリストラム・シャンディイ』と『得能五郎』」にて「ジョイスとロレンスの代表作を初めて日本語に移したのは私である。それは無意義であったろうか。その影響なしに当代の日本文学は成立しているであろうか」と反駁している。
横光利一「機械」(1930年）、川端康成「水晶幻想」(1931年)なども、この新心理主義的技法を用いた作品と言われている。「機械」は発表当時小林秀雄らによっても激賞されたが、伊藤はこれをプルーストの影響とした上で「堀（辰雄）も私もやらうとしてまだ力が足りなかったうちに、この強引な先輩作家は、少なくとも日本文で可能な一つの型を作ってしまつた、という感じであった。」と述べている。

### 評論と創作
『小説の方法』(1948年)は近代日本文学を西欧文学と比較しつつ、初めて論理的、体系的にとらえた文芸批評であり、「自分が文学をどのようなものと考えるべきか、また自分の創作の態度をいかに定めるべきか、という問題を中心として、ヨーロッパの文学と日本の近代文学を比較しながら」書いたと、『文学入門』序文で述べている。続いて書かれた『小説の認識』(1955年)は『小説の方法』を発展させた、1949年から1953年に発表した文学論を集めたもので、当時のブームにより新書版で刊行された。これに本多秋五は『物語戦後文学史』で「マルクス主義芸術論を破ったこと」「「人格美学」なるものに終焉を宣言したこと」「現代では、力を持つものは「組織」であり、個人の生命のはたらく場所、その自由は微小だ、という認識に到達したこと」の3点を挙げている。ただし曾根博義は、志賀直哉に代表される日本的人格美学の形式である私小説も、「芸」への「移転」によって「本格小説」となりうることを示しており、またマルクス主義文学も「イデオロギー抜きの思考方法」として肯定されていると論じ、「組織」の絶対性と相対性は「その後の社会学や政治学の発展、構造主義的方法の普及などにより、今日ではほとんど常識化」されていると述べている。またチャタレイ裁判の体験も元に、芸術は「生命の側に立ち、人間を抑圧する秩序に反抗するもの」という考えを示し、これを実作『火の鳥』で示してみせた。 
『文学入門』(1954年)は、この2冊の結論を「できるだけ分かりやすい形で、文学の形式、その感動の働き、その文体、他の芸術との比較、という諸点からこの本を書いた」「現在のところ、この本が、私の到達点である」と序文で述べたものになっている。1950年頃に西田幾多郎が、谷崎潤一郎は人生をいかに生くべきかを書いてないから詰まらないと論じて、谷崎の評価が下がった時、「人間の生き甲斐は性的快楽だという人間観」と反論した。1958年から刊行された『谷崎潤一郎全集』では全巻の解説を担当、自身の没後に『谷崎潤一郎の文学』として出版され、それまで無思想の作家とされていた谷崎への定説を覆してその思想を論じたとして、高い評価を受けた。
『得能五郎の生活と意見』は、1940年に発表された「鞭」「得能五郎の生活と意見」などをまとめて長編化したもので、日中戦争時代の梗塞状況に対して、私的な自己主張のみに限定して語るという、私小説の方法を逆手にとって、それをパロディ化した自己戯画によって風刺する文体を用いた。大和大学芸能科講師の主人公とともに、登場人物には当時の友人たち、福田清人、森本忠、蒲池歓一、十和田操、坂本越郎、春山行夫、一戸務、川崎昇らをモデルとしている。発表当時は中野重治『空想家とシナリオ』や、岡田三郎『伸六行状記』に比較論評され、また小林秀雄からは「文士得能五郎の生活紛失附他人生活に關する散歩的意見」、その意見が「子供らしい」と評したが、伊藤はこの作品について「軽い気持ちで自分の興味の対象を日常から取り上げて描くという随筆的なもの」と語っている（『感動の再建』所収「小説の復活」）。『得能物語』はこの下巻と言える作品で、「人間の鎖」(1941年8月)以降に発表された作品をまとめて1942年に長編として刊行された。主人公はカロッサの『ルーマニア日記』や乃木大将の戦争詩を講義する中で、自身の私小説論も展開している。また戦後発行の版では、1941年12月の太平洋戦争開戦時の背景説明の追加や、大本営発表の引用部分の要約などの改訂がなされた。
戦後の『鳴海仙吉』はこの方法により、また詩・小説・戯曲・評論などのジャンルを取り入れる、ジョイス『ユリシーズ』の技法を用いて、自分を含めた戦時中の知識人への批判、反省を主題にしつつ、内向的、倫理的な作品となっている。主人公は非行動的な（ロシア文学の）オブローモフ的であるが、より卑小な人物像となり、笑いの要素が多くなったと自ら語っている。
その後のチャタレイ裁判について『伊藤氏の生活と意見』では芸術の正当性を述べるとともに、女性を含めた既成の性道徳への批判にも及んだ。これを読んだ『婦人公論』編集者が、女性への批判や考えについての連載を依頼し、戯文調の、女性を嘲笑するかのような批判から、人生論、文学論にまで及ぶエッセイ『女性に関する十二章』は、中央公論社から花森安治デザインの新書版で単行本化され、3か月連続ベストセラー1位となり、50万部を売り上げた。ここで取り上げた女性論、人生論は、『氾濫』『発掘』『変容』の長編三部作で作品化された。『氾濫』執筆と同時期に新聞連載された『誘惑』は、『氾濫』と同じように裕福な家庭の問題を扱いながら、破滅的な物語にはならず、連載にあたって「技術的には、オペレッタ風の、歌謡を織り込んだ小説にするつもりである」（作者のことば）と語ったように、明るく、喜劇風に描かれている。また『感傷夫人』は『女性に関する十二章』によるブームに続いて初めて女性誌に連載した長編小説で、男女の三角関係を現代的視点で描いたものだが、筋をそれ以上に紛糾させるような通俗的興味を狙う方法を取らず、また愛情の純粋な形を問いながら、思想的結末、小説的結末をつけずに、「人間の内心のつぶやき」を「作者が創始したといってもよい心理的な追及の仕方」によって詳細に書き込まれたものになっている。
『鳴海仙吉』は『小説の方法』と問いと答えの関係となっていると自身で述べていたように、伊藤の小説は自分の文学理論を実作に適用しただけとの見方をされることが多いが、中村光夫は「理論の単純な実作への適用ではなく、その基調をなすのは、彼の『詩』であるようです」と評している。また江藤淳は「『氾濫』は『雪明りの路』を残酷に踏み躙っているように見えるが、それは彼が今でも『雪明りの路』を歩いているのだという自信があるからではないか」と発言している。平野謙は昭和初期の文学の流れを、第一に私小説に代表される伝統的リアリズム、第二にプロレタリア文学に代表されるマルクス主義文学、第三に20世紀の海外の新文学の刺激を受けたモダニズム文学の三派鼎立という図式であらわし、伊藤整の影響を大きく評価するとともに、マルクス主義運動に対する根深いコンプレックスを指摘している。
自伝的小説として、少年期を題材にした『少年』、小樽時代から上京までの青年期を題材にした『若い詩人の肖像』、また同じ舞台によるフィクション『青春』『幽鬼の街』があり、戦後に書いた『鳴海仙吉』も、自己暴露、自己分析的作品と言える。連載途中で未完となった『年々の花』は、日露戦争に参加した父昌整を一人の明治人として描こうとした作品で、1941年から構想し、旅順や広島にも取材を重ねた上で執筆に取り掛かっていたものだった。
『日本文壇史』は、『群像』編集者大久保房男に「近代日本の「文壇外史」とでもいふべきもの」をと依頼されて、断ったものの再三の要請で承諾して1952年から連載を始めた。2年連載後に単行本第1巻刊行時には、「明治初年から坪内逍遥『書生気質』まで」の300枚を書き加えた。文壇史の手法は、「作家詩人の悩み苦しみ喜びを生きた脈搏で感じとりたい人間的関心に訴えようとする」もので、ヴァン・ウィック・ブルックスによるアメリカ文壇史『花ひらくニュー・イングランド』が1952年に和訳されたことで伊藤整もそれを取り入れた。この「挿話主義」手法の試みによって、明治で終わる『日本文壇史』に続いて、巌谷大四『物語大正文壇史』(1976年)『物語女流文壇史』(1977年)『瓦板昭和文壇史』(1978年)『私版昭和文壇史』(1968年)、本多秋五『物語戦後文学史』(1960-65年)、河盛好蔵『フランス文壇史』(1961年)、渡辺一民『フランス文壇史』(1976年)などが続いて出版されている。
『我が文学生活』全6巻は、戦後に書かれた主な随筆、評論を収める。この第5巻に収められた「石川達三の説に対する感想」（『群像』1957年3月）で「私自身は、生きているうちは発表しないかも知れないが、性的なことを、今の諸家の程度どころか、全然もっとソッチョクに、ロレンスやミラーがやったよりもつと露骨に書きたいと長年考へてゐる。」「私は生きて人生を知ったのだから、それを書きたい」と述べ、これを谷沢永一は「彼の真骨頂をあらわす貴重な発言」「激烈でクソ真面目な作家根性」と評している。

## 著作リスト

### 詩集
- 『雪明りの路』椎の木社、1926年（木馬社、1952年、日本図書センター、2006年）
- 『冬夜』近代書房［発売インテリゲンチヤ社］、1937年（細川書店、1947年）
- 『伊藤整詩集』光文社、1954年（新潮文庫、1958年）

### 小説
- 『生物祭』金星堂、1932年（短編集）
- 『イカルス失墜』椎の木社、1933年（短編集） のち新潮文庫
  - 『街と村・生物祭・イカルス失墜』講談社文芸文庫、1993年
- 『石狩』版画荘、1937年（短編集）
- 『馬喰の果』新潮社、1937年（短編集）のち文庫
- 『石を投げる女』竹村書房、1938年（短編集）
- 『青春』河出書房、1938年（書下し） のち角川文庫、新潮文庫
- 『街と村』第一書房、1939年（短編集） のち講談社文芸文庫
- 『霧氷』三笠書房、1940年（『長篇文庫』1944年） のち角川文庫
- 『典子の生きかた』河出書房、1940年（書下し） のち角川文庫、新潮文庫
- 『吉祥天女』金星堂、1940年（短編集）
- 『祝福』河出書房、1940年（短編集）
- 『得能五郎の生活と意見』河出書房、1941年（『知性』1940年8月-1941年2月、短編「鞭」「得能五郎の生活と意見」などを改稿長篇化したもの） のち新潮文庫
- 『得能物語』河出書房、1942年 のち新潮文庫（短編「人間の顔」「安宅」などを改稿長篇化したもの）
- 『故郷』協力出版社、1942年（短編集）
- 『父の記憶』利根書房、1942年（短編集）
- 『童子の像』錦城出版社、1943年（書下し）
- 『雪国の太郎』帝国教育会出版部、1943年
- 『三人の少女』淡海堂、1944年（少女小説）
- 『微笑』南北書園、1947年（短編集）
- 『鳴海仙吉』細川書店、1950年 のち新潮文庫、岩波文庫
- 『花ひらく』朝日新聞社、1953年（『朝日新聞』1953年5-7月） のち角川文庫
- 『火の鳥』光文社、1953年 のち新潮文庫、角川文庫
- 『海の見える町』新潮社 1954年（短編集）
- 『感傷夫人』中央公論社 1956年（『婦人公論』1954年1月-1955年12月） のち角川文庫
- 『町　生きる怖れ』角川文庫、1956年
- 『少年』筑摩書房、1956年
- 『若い詩人の肖像』新潮社、1956年 のち新潮文庫、講談社文芸文庫、小学館
（「海の見える町」（『新潮』1954年3月）、「若い詩人の肖像」（『中央公論』1955年9-12月）、「雪の来るとき」（『中央公論』1954年5月）、「父の死まで」（『世界』1956年1月）などを加筆集成）
- 『誘惑』新潮社、1957年（『朝日新聞』1957年1-6月） のち角川文庫
- 『氾濫』新潮社、1958年（『新潮』1956年11月-1958年7月） のち新潮文庫
- 『泉』中央公論社、1959年（『朝日新聞』1959年4-10月） のち角川文庫
- 『虹』中央公論社、1962年（『婦人公論』1960年1月-1961年4月）
- 『同行者』新潮社、1969年（『週刊新潮』1968年1-12月）
- 『変容』岩波書店、1968年（『世界』1967年1月-1968年5月） のち岩波文庫、小学館
- 『花と匂い』新潮社、1970年（『サンケイ新聞』1967年2-12月）
- 『年々の花』中央公論社、1970年（『小説中央公論』1962-63年、未完）
- 『発掘』新潮社、1970年（『新潮』1962年3月-1964年10月）

### 評論・随筆など
- 『新心理主義文学』厚生閣書店、1932年
- 『小説の運命』竹村書房、1937年
- 『芸術の思想』砂子屋書房、1938年
- 『一葉文学読本』第一書房 1938年
- 『現代の文学』河出書房、1939年
- 『四季 随筆集』赤塚書房、1939年
- 『私の小説研究』厚生閣、1939年
- 『文学と生活』昭和書房、1941年
- 『満洲の朝』育生社弘道閣、1941年（旅行記）。復刻「満洲開拓文学選集11」ゆまに書房、2017年
- 『文芸と生活・感動の再建』四海書房 1941年
- 『小説の世界』報国社、1942年
- 『戦争の文学』全國書房、1944年
- 『小説の問題』大地書房、1947年
- 『文学の道』南北書園、1948年（『私の小説研究』を加筆改題）
- 『小説の方法』河出書房、1948年、のち河出文庫（旧）、新潮文庫、筑摩叢書、岩波文庫（校訂新版）
- 『伊藤整文学論選集』実業之日本社、1949年
- 『我が文学生活』細川書店、1950年
- 『性と文学』細川書店、1951年
- 『裁判』筑摩書房、1952年、のち旺文社文庫、晶文社、1997年（各・上下）
- 『伊藤整氏の生活と意見』河出書房、1953年（『新潮』1951年5月-1952年12月）、のち角川文庫
- 『日本文壇史』18巻目まで。大日本雄弁会講談社、1953-1973年（『群像』1952年1月-）度々新版、講談社文芸文庫（改訂版[46]）
- 『文学入門』光文社カッパ・ブックス、1954年、のち光文社文庫、講談社文芸文庫（改訂新版）
- 『女性に関する十二章』中央公論社、1954年（『婦人公論』1953年1-12月）のち角川文庫、中公文庫、ごま書房新社
- 『我が文学生活』全6巻 講談社、1954-1964年
- 『文学と人間』角川新書、1954年
- 『小説の認識』河出書房（新書）、1955年、のち新潮文庫、岩波文庫（校訂新版）
- 『芸術は何のためにあるか』中央公論社、1957年
- 『近代日本の文学史』光文社カッパブックス、1958年。新版校訂・夏葉社 2012年
- 『作家論』筑摩書房、1961年、のち角川文庫 全2巻
- 『ヨーロッパの旅とアメリカの生活』新潮社、1961年
- 『求道者と認識者』新潮社、1962年
- 『愛と性について』「わが人生観」大和書房、1970年
- 『知恵の木の実』[47]「人と思想」文藝春秋、1970年（表題は『婦人公論』1967年2-12月）
- 『谷崎潤一郎の文学』中央公論社、1970年。「全集」の解説
- 『小説の方法・小説の認識』「名著シリーズ」講談社、1970年、新版1972年
- 『近代日本人の発想の諸形式』岩波文庫、1981年。奥野健男編・解説

### 作品集・日記
- 『伊藤整作品集』全5巻 河出書房、1953年
- 『伊藤整全集』全14巻 河出書房、1955-1956年
- 『伊藤整作品集』全10巻 光文社、1957-1959年
- 『現代知性全集5 伊藤整集』日本書房、1958年
- 『現代人生論全集9 伊藤整集』雪華社、1966年（復刻「私の人生論8 伊藤整」日本ブックエース、2010年）
- 『伊藤整全集』全24巻 新潮社、1972-1974年
- 『未刊行著作集12 伊藤整』白地社、1994年
- 『太平洋戦争日記』全3巻 新潮社、1983年
- 『伊藤整日記』全8巻 平凡社、2021年3月‐2022年3月。伊藤礼編（1952年から没時まで）

### 主な編著
- 『文章読本』（河出書房・新書、1954年）
- 『ジョイス研究』（英宝社、1955年、新版1967年）
- 『夏目漱石研究』（新潮社、1958年）
- 『20世紀英米文学案内9　ジョイス』（研究社出版、1969年）

### 翻訳
- 『ユリシイズ』（ジェイムズ・ジョイス、永松定・辻野久憲共訳、第一書房） 1931 - 1934、河出書房 1938
- 『チャタレイ夫人の恋人（削除版）』（ロレンス、健文社） 1935
『チャタレイ夫人の恋人 ロレンス選集』（小山書店） 1950　
『チャタレイ夫人の恋人』（新潮文庫） 1964
『完訳 チャタレイ夫人の恋人』（同、伊藤礼 補訳） 1996
- 『狭き門』（ジイド、「全集」金星堂） 1935
- 『贋金づくり』（ジイド、葛川篤共訳、「全集」金星堂） 1935
- 『恋愛論』（ロレンス、健文社） 1936
- 『恋する女』（ロレンス、原百代共訳、三笠書房） 1936
- 『ロレンス文学論』（永松定共訳、昭森社） 1937
- 『世界文豪読本 ロレンス篇』（第一書房） 1937
- 『ロシア文学講話』上・下（クロポトキン、改造社、改造文庫） 1938 - 1939
『ロシヤ文学の理想と現実』上・下（瀬沼茂樹共訳、改造選書） 1947、創元文庫 1952 - 1953
- 『運命の橋』（ソーントン・ウィルダア、新潮社） 1940、のち新潮文庫
- 『汚れなき時代』（エディス・ウォートン、三笠書房） 1941
- 『農民　第三部』（レイモント、第一書房） 1941
- 『メキシコの朝』（D.H.ローレンス、育生社弘道閣） 1942
- 『小公女』（バーネット、鎌倉書房） 1949、のち新潮文庫（改版2004）
- 『事件の核心』（グレアム・グリーン、新潮社） 1951、のち新潮文庫（改版）
- 『メリー・メン、黒い矢』[48]（R.L.スティーヴンソン、西村孝次と共訳、小山書店、世界大衆小説全集） 1955
- 『D.H.ロレンスの手紙』上・下（オルダス・ハックスレー編、永松定共訳、彌生書房） 1956 - 1957、彌生選書 1971
- 『息子と恋人』（ロレンス、河出書房新社、世界文学全集） 1960
- 『若草物語』（オルコット、講談社、少年少女世界名作全集） 1962

## 映画化作品
- 『女性に関する十二章』東宝、1954年、市川崑監督、津島恵子、小泉博
- 『花ひらく』松竹、1955年、藤原杉雄監督、佐野周二、山田五十鈴
- 『火の鳥』日活、1956年、井上梅次監督、月丘夢路、伊達信
- 『感傷夫人』日活、1956年、堀池清監督、月丘夢路、北原三枝
- 『誘惑』日活、1957年、中平康監督、芦川いづみ、千田是也
- 『氾濫』大映、1959年、増村保造監督、若尾文子、佐分利信

## 合唱化作品
- 『雪明りの路』作曲：多田武彦、初演：関西学院グリークラブ（1960年1月22日）
- 『吹雪の街を』作曲：多田武彦、初演：小樽商科大学グリークラブ（1979年2月19日）

## 演じた俳優
- 升毅 - 『弟』（テレビ朝日、2004年）

## 注
1. ↑  白樺文学館公式ホームページ>171. 「小林多喜二と伊藤整」
伊藤整：作家事典：ほら貝
2. 1 2  『伊藤整詩集』新潮文庫、1958年（あとがき）
3. ↑  瀬沼茂樹「文学思想の懐胎」（『新潮日本文学31 伊藤整集』新潮社 1970年）
4. ↑  『瀬沼茂樹文庫目録』日本近代文学館 1997年
5. ↑  この時期の評伝に、曾根博義『伊藤整とモダニズムの時代　文学の内包と外延』花鳥社、2021年。
6. ↑  吉本隆明『言語にとって美とはなにか』
7. ↑  奥野健男『日本文学史 近代から現代へ』中央公論社、1970年
8. ↑  「文学的自伝」（『新潮』1941年9月、『伊藤整全集 15』新潮社 1974年）
9. ↑  高見順『昭和文学盛衰史』講談社 1965年
10. ↑  “メディア展望　2011年11月１日号”. 2024年10月14日閲覧。
11. ↑  “伊藤整氏奮闘の生涯　国立国会図書館デジタルコレクション”.   国立国会図書館. 2024年10月14日閲覧。
12. 1 2 3  平野謙『昭和文学史』筑摩書房 1963年
13. ↑  世相風俗観察会『現代世相風俗史年表：1945-2008』河出書房新社、2009年3月、63頁。ISBN 9784309225043。
14. 1 2 3  大村彦次郎『文壇栄花物語』ちくま文庫 2009年
15. ↑  春山陽一「サザエさんをさがして――伊藤整――タイトルは時代を表す」『朝日新聞』44308号、be on Saturday、朝日新聞東京本社、2009年8月29日、b3面。
16. ↑  昭和29(1954)年のベストセラー ウェブ電藝
17. ↑  曾根博義「伊藤整ブームと『日本文壇史』の方法」（『日本文壇史 2』講談社学術文庫 1995年）
18. ↑  瀬沼茂樹『本の百年史：ベスト・セラーの今昔』（出版ニュース社、1965年）293頁
19. ↑  松浦総三『占領下の言論弾圧』（現代ジャーナリズム出版会、1969年）、289頁
20. ↑  大村彦次郎『文壇挽歌物語』ちくま文庫 2011年
21. ↑  『朝日新聞』1967年4月7日（東京本社発行）朝刊、14頁。
22. ↑  木原直彦「様々お世話になった人-伊藤整と北海道」(『日本文壇史 12 自然主義の最盛期』講談社文芸文庫 1996年）
23. ↑  岩井寛『作家の臨終・墓碑事典』（東京堂出版、1997年）36頁
24. ↑  伊藤礼「著者に代わって読者へ 回転書棚の軋み」」（『日本文壇史18 明治末期の文壇』講談社文芸文庫 1997年）
25. ↑  Sei Itō - Nomination archive（ノーベル賞委員会、英語）芹沢は当時日本ペンクラブ会長だった。また、物故者の場合通常は贈賞対象にはならない。
26. 1 2 3  奥野健男「解説」（『日本の文学 59 伊藤整』中央公論社 1965年）
27. ↑  奥野健男「解説」（『近代日本人の発想の諸形式』岩波文庫、1981年）
28. ↑  『伊藤整詩集』新潮文庫、1958年（瀬沼茂樹解説）
29. ↑  千葉俊二、坪内祐三編『日本近代文学評論選』岩波文庫 2004年
30. ↑  佐伯彰一（『新潮日本文学31 伊藤整集』新潮社 1970年）
31. ↑  曾根博義「解説」（『小説の認識』岩波文庫 2006年）
32. ↑  曾根博義（『小説の方法』筑摩叢書 1989年）
33. ↑  丸谷才一「男の小説」（『別れの挨拶』集英社 2017年）
34. ↑  樋口覚「作家案内 伊藤整 伊藤整と三島由紀夫」（『日本文壇史 1』講談社学術文庫 1994年）
35. ↑  瀬沼茂樹（『得能五郎の生活と意見』新潮文庫 1954年）
36. ↑  瀬沼茂樹（『得能物語』新潮文庫 1954年）
37. ↑  「得能五郎と鳴海仙吉」
38. ↑  奥野健男「解説」（『女性に関する十二章』中公文庫、1974年）
39. ↑  奥野健男（『誘惑』角川文庫 1962年）
40. ↑  瀬沼茂樹「解説」（『感傷夫人』新潮文庫 1959年）
41. ↑  中村光夫『日本の現代小説』
42. ↑  曾根博義「伊藤整の評論-伊藤整の周辺(6)」（『日本文壇史18 明治末期の文壇』講談社文芸文庫 1997年）
43. ↑  紅野敏郎「伊藤整『日本文壇史』の特質」（『日本文壇史1 開花期の人々』講談社文芸文庫 1994年）
44. 1 2  谷沢永一『紙つぶて（完本版）』PHP文庫 1999年（「文壇史の滋味が見直されている」）
45. ↑  谷沢永一『紙つぶて（完本版）』PHP文庫 1999年（「伊藤整の遺志」）
46. ↑  解説、書誌を収録。文庫オリジナルで『日本文壇史 総索引』1999年12月
47. ↑  評論選集。300部限定で私家版が追悼出版
48. ↑  他に短編『水車小屋のウィル』『マーカイム』、西村訳は『黒い矢』